# Straight Line Stitch
Straight Line Stitch (SLS) ist eine US-amerikanische Metalcore-Band aus Knoxville.

## Geschichte
Straight Line Stitch wurde um 2000 gegründet und veröffentlichte eine EP sowie ein Demo-Album, bevor sie die Sängerin Alexis Brown aus Clarksville im Jahr 2003 hinzunahm. Brown sang auf dem von ihr selbst veröffentlichten Projekt To Be Godlike, für das sie ein Video für die Single Remission filmen ließ. Der Regisseur Dale Resteghini führte die Produktionsfirma Raging Nation Films. 2007 gründete er ein weiteres Label als Unterfirma von Koch Records, das sich Raging Nation Records nannte. Straight Line Stitch waren die ersten, die bei diesem Label unterzeichneten. Dort erschien 2008 das erste Album der Band, When Skies Wash Ashore.
2011 veröffentlichten sie The Fight of Our Lives. Dieses Album erreichte Platz 5 in den Billboard Heatseekers Charts und Platz 34 in den Top Independent Album Charts.
Am 26. Juli 2014, während der The Dog Days of Summer Tour, veröffentlichte die Band ihre gleichnamige EP Straight Line Stitch und verkündete, an einem weiteren kompletten Album zu arbeiten.

## Ehemalige Mitglieder
- Ian Shuirr – Schlagzeug
- Kris Hawkins – Gitarre
- Nathan Palmer – Gitarre
- Edison Vidro – Bass
- Tim Chappell – Gitarre
- Pat Pattison – Gitarre
- Patrick Haynes – Schlagzeug, Gitarre[4]
- Jason Pedigo – Bass
- Tim Saults – Gitarre
- James Davila – Gesang
- Ryan McBroom – Gitarre
- Kevin Smith – Gesang
- Adam Fontana – Bass
- Kanky Lora – Schlagzeug[5]
- Kris Norris – Gitarre[6]
- Seth Thacker – Gitarre
- Mark Kennedy – Bass
- Josh Evans – Bass
- Andrew Mikhail – Gitarre
- Joey Nichols – Schlagzeug

## Diskografie

### Alben
- 2004: Everything is Nothing By Itself
- 2006: To Be Godlike
- 2008: When Skies Wash Ashore (Koch Records)
- 2011: The Fight of Our Lives (E1 Music)

### EPs
- 2001: The Barker
- 2003: Jagermeister
- 2007: The Word Made Flesh
- 2014: Straight Line Stitch

### Singles
- 2007: Remission
- 2008: Black Veil
- 2009: What You Do to Me
- 2009: Taste of Ashes
- 2010: Never See the Day
- 2011: Conversion
- 2011: One Reason